# Comuna Hodovîțea, Pustomîtî
Hodovîțea (în ucraineană Годовиця) este o comună în raionul Pustomîtî, regiunea Liov, Ucraina, formată din satele Basivka și Hodovîțea (reședința).

## Demografie
Componența lingvistică a comunei Hodovîțea
     Ucraineană (99,74%)
     Alte limbi (0,16%)
Conform recensământului din 2001, majoritatea populației comunei Hodovîțea era vorbitoare de ucraineană (99,74%), existând în minoritate și vorbitori de alte limbi.